# Мария Тереза Бурбон-Неаполитанская
Мария Тереза Каролина (итал. Maria Teresa Carolina di Borbone-Napoli; 6 июня 1772, Неаполь — 13 апреля 1807, Вена) — принцесса Неаполитанская и Сицилийская, после замужества императрица Священной Римской империи, затем императрица Австрии.

## Биография
Старшая дочь Фердинанда I, короля Неаполя и Сицилии, и Марии Каролины Австрийской, была названа в честь бабушки по материнской линии, Марии Терезии.
15 сентября 1790 года Мария Тереза вышла замуж за Франца Австрийского (1768—1835), ставшего двумя годами позже императором Священной Римской империи. В 1804 году после принятия Францем II титула австрийского императора, Мария Тереза стала первой австрийской императрицей. Мария Тереза была второй из четырёх жен Франца II и единственной, родившей ему детей.
Зимой 1806 года императрица заболела плевритом. Состояние её здоровья ухудшилось в результате преждевременных родов. Мария Тереза родила дочь Амалию Терезию, но вскоре после родов умерла. Её новорожденная дочь скончалась через два дня после смерти матери.
Мария Тереза похоронена в императорском склепе в Вене.

## Дети
Из тринадцати детей Франца II и Марии Терезы выжили:
- Мария Луиза (1791—1847), в первом браке с Наполеоном Бонапартом, во втором с графом Нейпперг, в третьем с графом Бомбель;
- Фердинанд I (1793—1875), император Австрии;
- Мария Леопольдина (1797—1826), замужем за императором Бразилии Педру I;
- Мария Клементина (1798—1881), замужем за своим дядей Леопольдом, принцем Салерно;
- Мария Каролина (1801—1832), замужем за принцем Саксонии Фридрихом Августом II;
- Франц Карл (1802—1878), женат на Софии Баварской;
- Мария Анна (1804—1858), умерла незамужней.